# Psykya
Psykya ("The 25th album composed by Michel Huygen") is een studioalbum van Neuronium, de eenmansband van Michel Huygen. Huygen gaf aan dat dit album binnen de psychotronische muziek een soort muzikaal dagboek is over thema’s die hem in de periode van opnemen (juni 1996-februari 1997) bezig hielden. Deze thema’s waren: track 1 met sequencer gaat over het magnetisme van de Aarde, track 2 over de kracht van de hersenen (Neuronium komt van neuronen) en track 3 over de kracht van het toen nog vrij nieuwe internet.
Opnamen vonden plaats in Huygens Oniriastudio (vernoemd naar album Oniria) in Sant Quirze Park, Barcelona. 

## Musici
Michel Huygen speelt alle instrumenten.

## Muziek
| Nr. | Titel                   | Duur  |
| --- | ----------------------- | ----- |
| 1.  | Geomagnetica (Huygen)   | 31:14 |
| 2.  | Neuromagnetica (Huygen) | 32:28 |
| 3.  | Internauta (Huygen)     | 7:08  |